# Automatische 37-mm-Flugabwehrkanone M1939 (61-K)
Die 37-mm-Flak M1939 war eine Flugabwehrkanone des Kalibers 37 mm aus sowjetischer Produktion. Die russische Bezeichnung lautet 37-мм автоматическая зенитная пушка образца 1939 года (61-К) 37-mm awtomatitscheskaja senitnaja puschka obrasza 1939 goda (61-K) und bedeutet „automatische 37-mm-Flugabwehrkanone Modell 1939 (61-K)“.
Die Entwicklung der Waffe begann Mitte der 1930er-Jahre. Die Waffe wurde von Verbänden der Roten Armee während des Zweiten Weltkrieges eingesetzt. In der Nachkriegszeit fand die Flugabwehrkanone eine weite Verbreitung in den Mitgliedsstaaten des Ostblocks bzw. Warschauer Pakts sowie in Staaten der Dritten Welt und befindet sich teilweise noch heute im Einsatz. In Polen, Nordkorea und der Volksrepublik China wurden Lizenzversionen produziert.

## Entwicklung
Mit fortschreitender technischer Entwicklung wuchs ab den 1920er-Jahren die Bedrohung von Bodentruppen durch Flugzeuge. Es war daher unumgänglich, ein Waffensystem zu entwickeln, das erfolgreich gegen die damals vorhandenen Flugzeuge eingesetzt werden konnte, andererseits beweglich genug war, den Einheiten der Landstreitkräfte auf dem Gefechtsfeld zu folgen. In der Sowjetunion begann ab Mitte der 1930er-Jahre die Entwicklung einer derartigen Waffe. Im Jahr 1936 wurde mit der 21-K eine Waffe vorgestellt, die eine Mündungsgeschwindigkeit von fast 1000 m/s erreichte. Im März 1938 wurde mit der 100-K ein Gasdrucklader erprobt. Beide Waffensysteme konnten jedoch insgesamt nicht überzeugen und wurden nicht in die Serienproduktion überführt.
Im Werk Nr. 8 begann die Entwicklung einer Flugabwehrkanone des Kalibers 37 mm. Grundlage für die Entwicklung war die 40-mm-Flak Bofors L/60 Modell 1936, auf deren Basis zunächst die sowjetische 49-K (ZIK-45) entstand. Nach Ansicht der sowjetischen Armeeführung war das Kaliber 45 mm jedoch zu groß und die entstandene Waffe für den Einsatz auf dem Gefechtsfeld zu schwer. Im Jahr 1938 wurde daher die Entwicklung einer 37-mm-Variante angewiesen. Das Projekt wurde zunächst als ZIK-37 bezeichnet, der firmeneigene Index lautete 61-K. Die Entwicklung des Projektes übernahmen Michael Loginow und Lew Loktew, die später auch an der Entwicklung des Nachfolgermodells S-60 beteiligt waren. Die Erprobung konnte Ende 1938 abgeschlossen werden, worauf im Folgejahr die Serienproduktion begann. Die im gleichen Jahr begonnene Produktion der 49-K wurde nach nur 190 Exemplaren eingestellt. Das Werk Nr. 4 übernahm ab 1940 die Produktion des Geschützes.

## Konstruktion

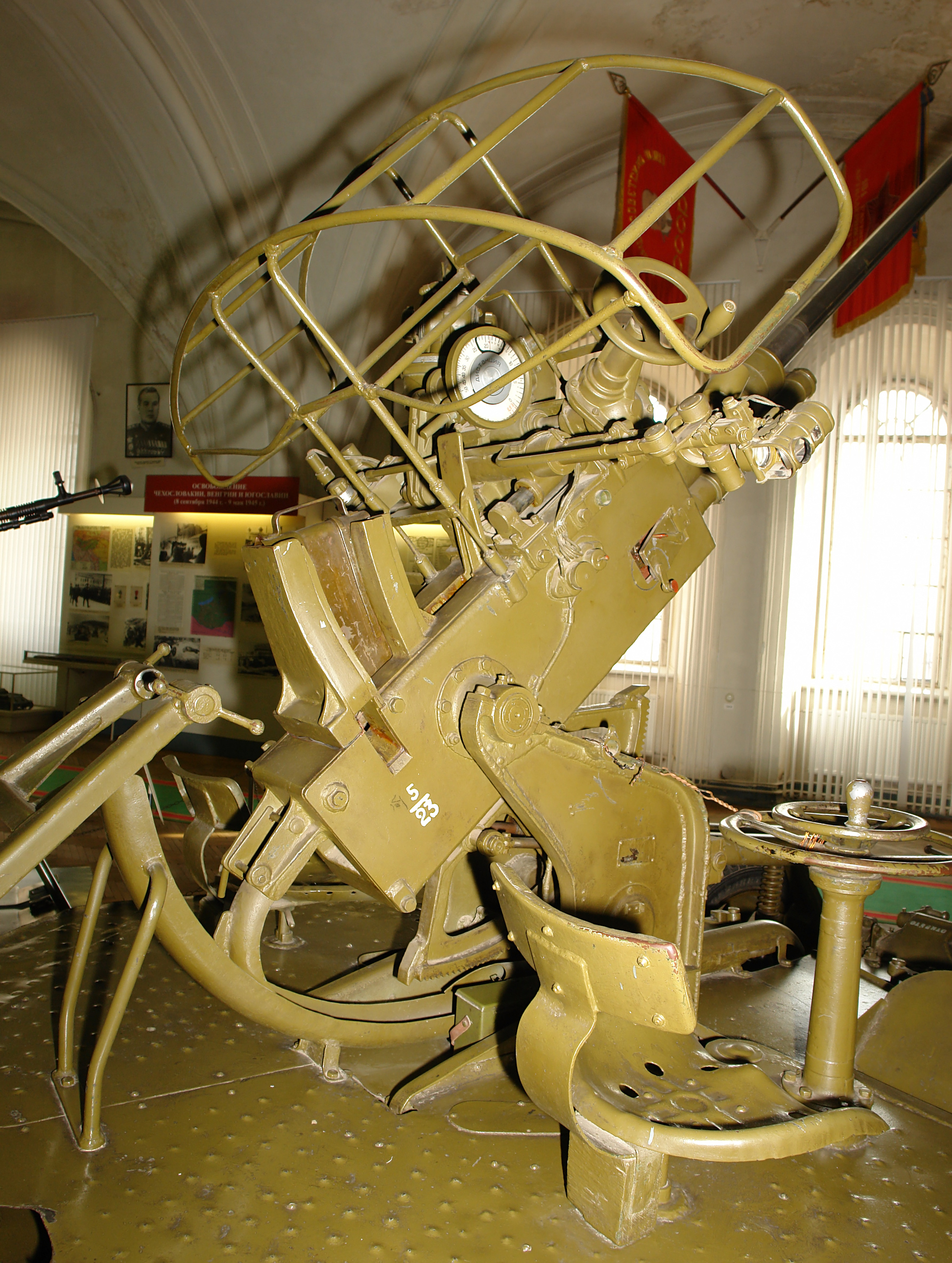
Verschlussteil und Richtantriebe

### Geschütz
Das Geschütz war weitgehend konventionell aufgebaut. Es besaß ein einteiliges Rohr und eine unterhalb des Rohres angeordnete Rohrbremse. Die Munitionszuführung erfolgte über Ladestreifen, die fünf Granatpatronen aufnahmen. Damit konnte die Zeit für das Nachladen auf vier bis acht Sekunden verringert werden. Die Patronenzufuhr, das Öffnen und Verschließen des Verschlusses, die Schussauslösung und der Hülsenauswurf wurden durch einen Ladeautomat gesteuert. Das Richten des Geschützes erfolgte manuell.

### Visier
Für den Kampf gegen Luftziele wurde das Reflexvisier AZP-37-1 genutzt. Dabei handelte es sich um eine für sowjetische Waffensysteme neuartige Konstruktion. Die Skalierung des Visiers erlaubte das schnelle Ermitteln der Anfangsangaben für das Schießen.

### Lafette

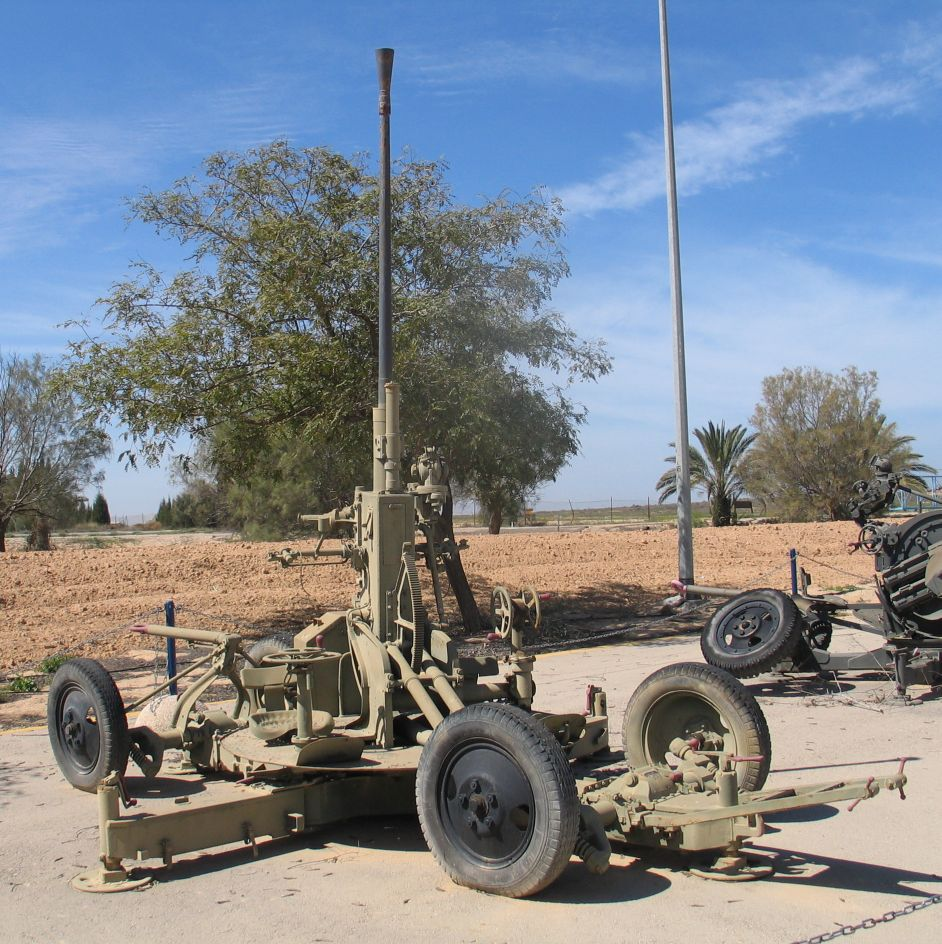
61-K in Gefechtslage, Rohr in maximaler Erhöhung

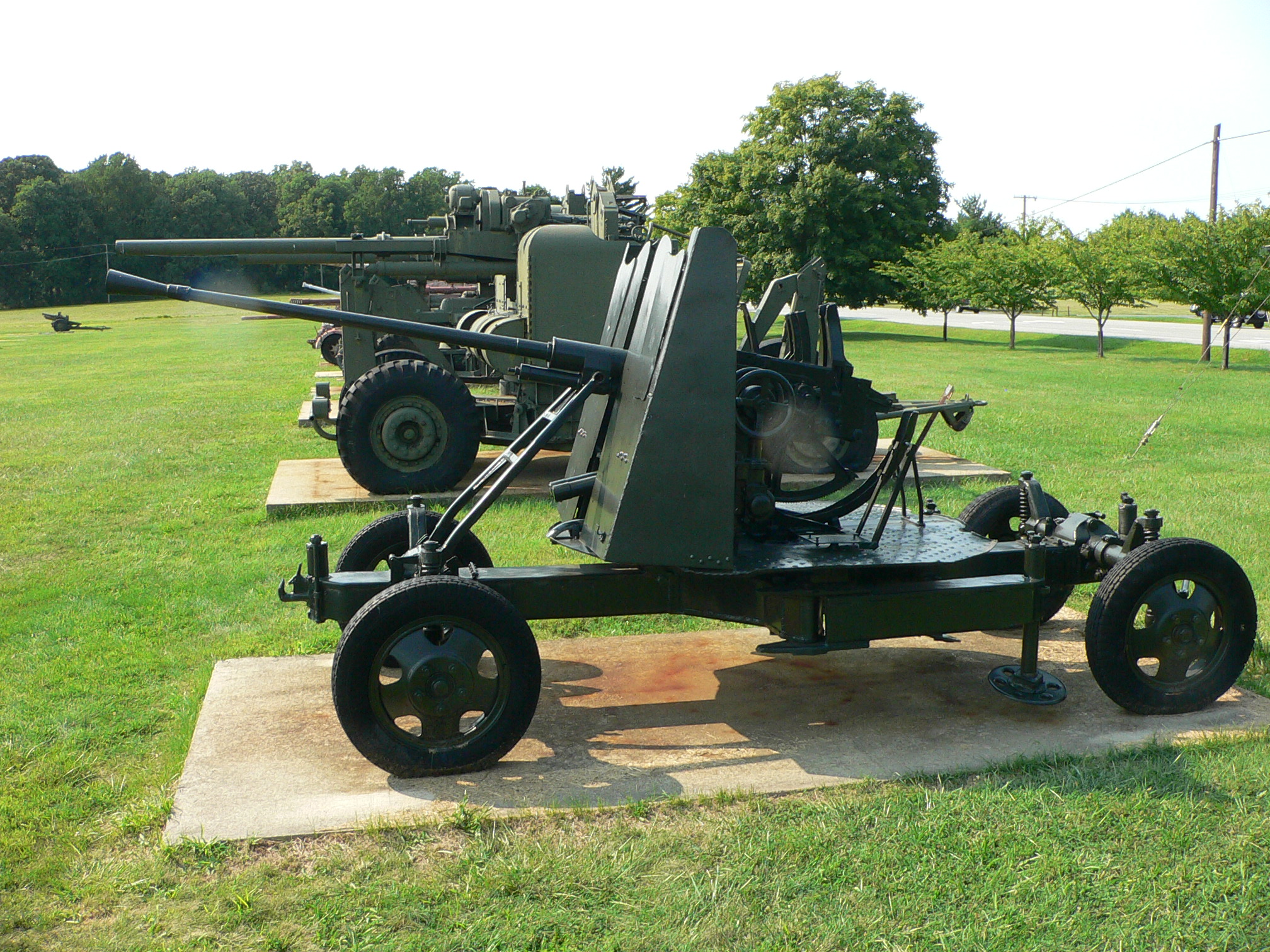
61-K mit Schutzschild

Das Geschütz wurde auf eine vierrädrige kreuzförmige Lafette gesetzt. Dies ermöglichte einen seitlichen Richtbereich von 360°. In Gefechtslage wurden die seitlichen Holme ausgeschwenkt, die Stützteller unter den Holmen manuell ausgefahren und die Räder vom Boden abgehoben, bis die Lafette waagerecht stand. Der Übergang von der Marsch- in die Gefechtslage dauerte eine Minute, von der Gefechts- in die Marschlage zwei Minuten. In Ausnahmefällen konnte auch direkt aus der Marschlage, also ohne das Abklappen der Holme und das Ausfahren der Stützteller, gefeuert werden, allerdings war die Trefferwahrscheinlichkeit geringer.
Die Räder der Lafette waren ausgeschäumt. Dies ergab bei einem akzeptablen Fahrverhalten eine hohe Beschusssicherheit. Bei der Lafettenkonstruktion wurde eine Achsschenkellenkung verwendet. Dadurch konnte die Unterlafette tief angeordnet werden, allerdings war das Fahrverhalten des gezogenen Geschützes bei hohen Geschwindigkeiten unbefriedigend.
Da die Waffe im Krieg auch gegen Erdziele eingesetzt wurde, wurde ein leichter Schutzschild eingeführt; er war an der Oberlafette befestigt und schwenkte mit der Waffe mit. In der Praxis wurde er jedoch selten verwendet.

## Varianten
Bereits während des Zweiten Weltkriegs wurde deutlich, dass ein gezogenes Flakgeschütz unter bestimmten Bedingungen den motorisierten Einheiten auf dem Gefechtsfeld nur schwer folgen konnte. Verbesserungen konzentrierten sich daher auf die Verbesserung der Beweglichkeit. Durch die Truppe wurde die 61-K provisorisch auf Fahrgestelle der Lkw ZIS-5 und GAZ-AAA gesetzt. Ab 1943 wurde 61-K im Gorkier Automobilwerk auf die Fahrgestelle des Lkw ZIS-5 und des Halbkettenfahrzeuges ZIS-42 montiert. Damit entstanden die ersten serienmäßigen sowjetischen Fla-SFL.

### SU-72
Die SU-72 (russisch СУ-72) war eine Selbstfahrlafette. Eine 61-K wurde auf Kettenfahrgestell montiert. Die Waffe wurde 1941/42 erprobt, jedoch nicht in die Bewaffnung übernommen.

### ZSU-37
Die ZSU-37 (russisch ЗСУ-37) entstand auf Basis des Fahrgestells der leichten Selbstfahrlafette SU-76. Von 1944 bis zum Kriegsende wurden 70 Stück hergestellt, die jedoch nicht mehr zum Fronteinsatz kamen. Die Produktion wurde, auch nach dem Auslaufen der Fertigung der SU-76, bis 1946 fortgeführt.

### W-47
Die W-47 (russisch В-47) war eine im Werk Nr. 4 entwickelte Zwillingsflak auf Basis der 61-K. Das Geschütz wurde von 1945 bis 1949 in einer Stückzahl von etwa 150 Stück produziert.

### 70-K

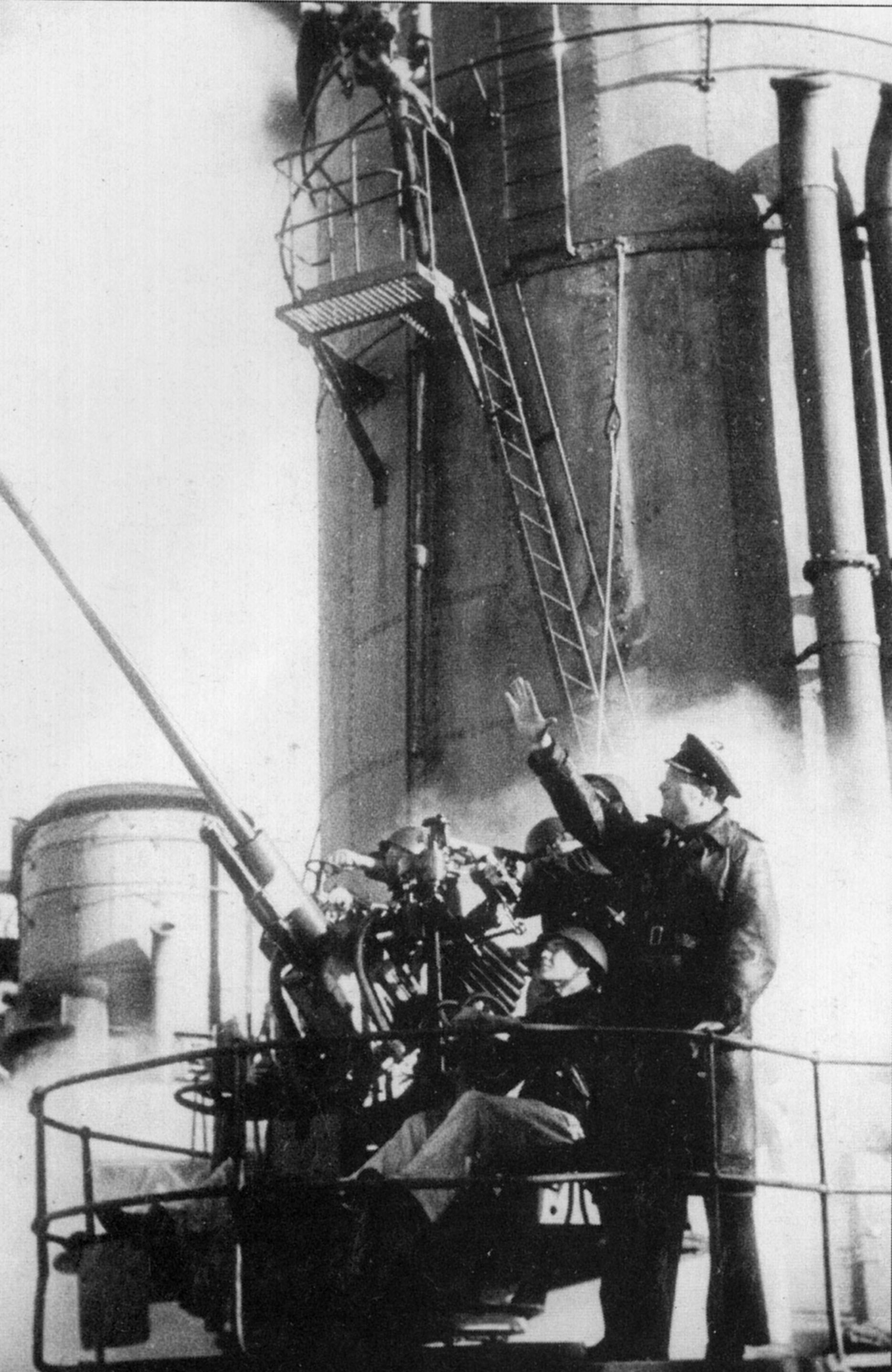
70-K auf dem sowjetischen Kreuzer Krasni Kawkas

Bei der 70-K (auch 70K, W70K) handelt es sich um die Marineversion der 61-K. Die Produktion begann vor Ausbruch des Zweiten Weltkriegs und wurde bis 1955 fortgesetzt. Insgesamt wurden 3113 Stück gebaut und auf einer Vielzahl sowjetischer Kriegsschiffe eingesetzt. Die Rohrlänge war mit 2,3 m deutlich geringer. Bemängelt wurde in der Praxis die aus der Konstruktion des Ladeautomaten herrührende geringe Kadenz des Geschützes.

### W-11K
Die W-11K (russisch В-11К) ist eine wassergekühlte Zwillingsversion der 70-K. Die Konstruktion wurde eingeführt, da bei der 70-K nach jeweils 100 Schuss das Rohr gewechselt werden musste. Durch die Wasserkühlung wurde die Lebensdauer des Rohres verlängert. Durch die Ausführung als Zwilling konnte unter Beibehaltung der Konstruktion des Ladeautomaten die Kadenz der Waffe gesteigert werden. Zwischen 1946 und 1957 wurden 1872 Stück gebaut.

### Typ 55
Die Typ 55 ist der chinesische Nachbau der ursprünglichen 61-K.

### Typ 63
Bei der Typ 63 handelt es sich um eine chinesische Fla-Selbstfahrlafette. Dabei wurde ein 37-mm-Zwillingsgeschütz auf das Fahrgestell eines Kampfpanzers T-34 gesetzt.

### Typ 65

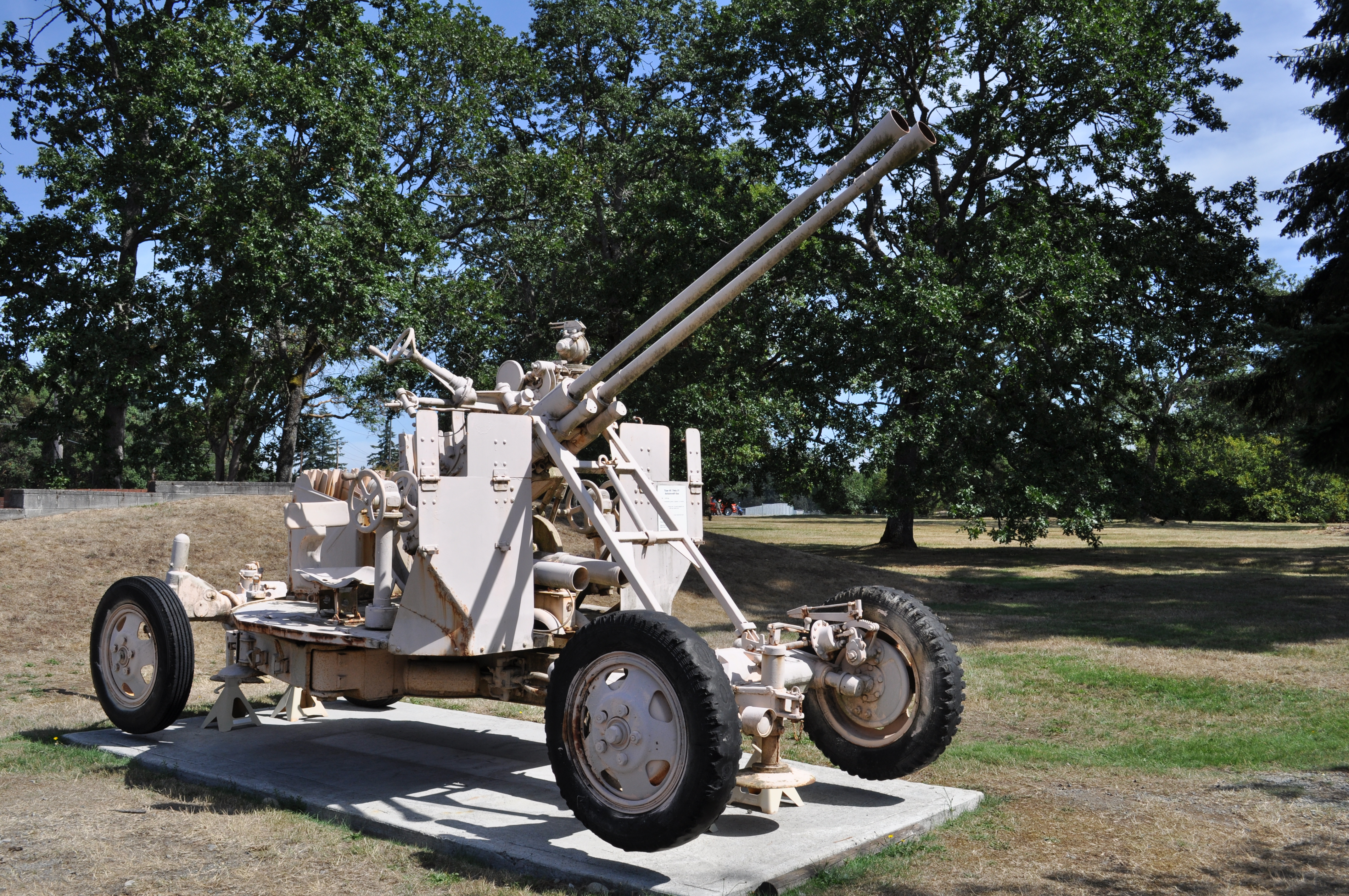
Chinesische Typ 65

Die Typ 65 ist der chinesische Nachbau der sowjetischen Zwillingsversion W-47.

### Typ 74
Die Typ 74 ist eine Weiterentwicklung der Typ 65.

### Typ 88
Bei der Typ 88 handelt es sich um eine chinesische Fla-Selbstfahrlafette. Dabei wurde ein 37-mm-Zwillingsgeschütz auf das Fahrgestell eines Kampfpanzers T-55 bzw. der chinesischen Version Typ 59 gesetzt.

### JP113
Die JP113 ist ein Zwillingsgeschütz auf einer gezogenen Zweiachslafette. Ähnlich wie bei der 40-mm-Flak Breda 40/L/70 befindet sich das Geschütz dabei in einem allseitig geschlossenen Turm.

## Einsatz

### Einsatzländer
Die 61-K wurde in folgende Staaten exportiert:
- Deutsche Demokratische Republik
- Bulgarien
- Rumänien
- Volksrepublik China
- Albanien
- Nordkorea
- Kuba
- Vietnam

Der Export nach Kuba und Vietnam erfolgte erst in den 1960er-Jahren, also weit nach dem Produktionsende der Waffe. Außerdem gelangten zahlreiche sowjetische 61-K ab den 1960er-Jahren in viele afrikanische Staaten.
Chinesische Versionen wurden in folgenden Staaten eingesetzt:
- Ägypten
- Algerien
- Äthiopien
- Eritrea
- Gabun
- Guinea
- Guinea-Bissau
- Indonesien
- Irak
- Mali
- Mauretanien
- Pakistan
- Sambia
- Simbabwe
- Togo

### Einsatz in der DDR
Die Waffe wurde in der DDR in den sogenannten S-5-Einheiten der Kasernierten Volkspolizei (KVP) eingeführt. Bei diesen Einheiten handelte es sich im Prinzip nach Größe und Struktur um Flak-Abteilungen bzw. Flak-Regimenter. Die von der Sowjetarmee übernommenen Waffen waren gebrauchte Exemplare, die bereits im Zweiten Weltkrieg eingesetzt worden waren. Genutzt wurde lediglich die einläufige 61-K, andere Versionen wurden nicht eingeführt.
Nach der Gründung der Nationalen Volksarmee kam die 61-K in den Einheiten der Truppenluftabwehr und der Luftverteidigung zum Einsatz. Die beiden Flakregimenter der 1. Flakdivision (Luftverteidigung) und die beiden Flakregimenter der Militärbezirke (FR-3 und FR-5, Truppenluftabwehr) sollten jeweils aus zwei Abteilungen 85-mm-Flak und einer Abteilung 37-mm-Flak bestehen. Praktisch wurde 1956, dem Jahr der geplanten Umstellung, jedoch bereits der Nachfolger S-60 eingeführt, so dass diese Struktur nicht mehr eingenommen wurde.
Zum Einsatz kam die 61-K bei der Truppenluftabwehr als sogenannte Ersatzbewaffnung. Die Fla-Batterien der Panzerregimenter sollten mit der ZSU-57-2, die der motorisierten Schützenregimenter mit dem 14,5-mm-Fla-MG ZPU-2 (Zwilling) bzw. ZPU-4 (Vierling) ausgerüstet werden. Da diese Waffen nur zögerlich zuliefen, wurde die 61-K als Ersatz für die strukturmäßig vorgesehene Bewaffnung eingeführt. Da auch die S-60 nicht in der vorgesehenen Stückzahl beschafft wurde, kam die 61-K auch in den Flak-Regimentern der motorisierten Schützendivisionen zum Einsatz. Die Nutzung dieser Waffe endete bei der Truppenluftabwehr erst 1962.
Bei der Volksmarine kam die Version 70-K auf dem Schulschiff Ernst Thälmann (1952–1961) und den Minelege- und Räumschiffen der Habicht-Klasse (ab 1952, Einsatz bis 1970) zum Einsatz. Das Nachfolgemodell W-11-M wurde auf den Schiffen der Riga-Klasse (ab 1952, Einsatz bei der Volksmarine bis 1977) genutzt. Da auch bei dieser Waffe Ziele optisch erfasst wurden und das Geschütz manuell gerichtet werden musste, entsprach es eigentlich schon ab Mitte der 1960er-Jahre nicht mehr den Anforderungen der Bekämpfung moderner Strahlflugzeuge.

### Einsatz in Kriegen und bewaffneten Konflikten

#### Zweiter Weltkrieg

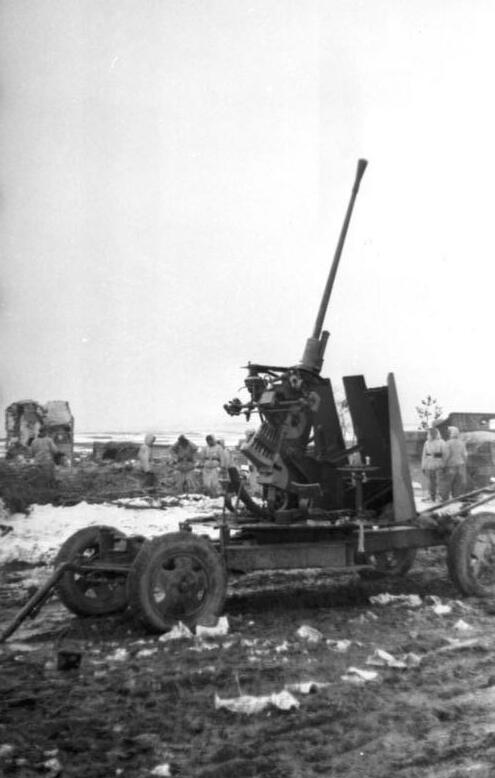
61-K an der Ostfront, März 1944

Im Zweiten Weltkrieg waren vor allem die sowjetischen Frontverbände mit dieser Waffe ausgerüstet. Das leichte und bewegliche Geschütz erwies sich im Einsatz als erfolgreich. Nachteilig war die bei Kriegsbeginn vorhandene geringe Stückzahl von etwa 700 Exemplaren. Durch die Produktionsverlagerung in das Werk Nr. 4 kam es zu Produktionseinbrüchen, die erst ab Mitte 1942 überwunden werden konnten. Ab Mitte 1943 waren über 6500 Geschütze verfügbar, diese Zahl blieb bis Kriegsende annähernd konstant. In der ersten Phase des Krieges wurde die 61-K auch erfolgreich als Panzerabwehrwaffe genutzt. Die Granate durchschlug auf 500 m Entfernung 40 mm Panzerstahl, was die Bekämpfung der deutschen Panzer Panzerkampfwagen II und Panzerkampfwagen III sowie der von deutscher Seite eingesetzten tschechischen und französischen Panzertypen ermöglichte.
Deutsche Truppen setzten erbeutete 61-K unter der Bezeichnung 3,7 cm Flak M39A(r) als Flakgeschütz ein. Im März 1944 waren zwölf Batterien mit 138 Geschützen vorhanden; insgesamt sollen 652 Kanonen erbeutet und eingesetzt worden sein.

#### Vietnamkrieg
Während des Vietnamkrieges setzten nordvietnamesische Truppen sowohl sowjetische als auch chinesische Versionen der Waffe ein. Neben den gezogenen Varianten als einläufige Waffe und Zwilling kamen auch chinesische Flakpanzer Typ 63 zum Einsatz. Die Waffe erwies sich im Einsatz gegen Luftziele in geringen Flughöhen durchaus noch als effektiv.

### Golfkriege
Der Irak nutzte das Waffensystem sowohl im Ersten als auch im Zweiten Golfkrieg. Zum Einsatz kamen hier chinesische Typ 55 und Typ 65/73.

#### Afghanistan
Während des Krieges in Afghanistan befanden bzw. befinden sich immer noch chinesische und sowjetische Versionen im Bestand verschiedener afghanischer Gruppierungen.